# Henry Elliot
Henry-Junior Elliot (né le 15 février 1946 à Reims) est un athlète français, spécialiste du saut en hauteur en ventral.

## Palmarès
- 30 sélections en Équipe de France A
- 5 sélections en Équipe de France Jeunes
- Champion de France du saut en hauteur en 1971 (2,12 m).
- Champion de France du saut en hauteur en 1972 (2,12 m) à Colombes [1].
- Champion de France en salle du saut en hauteur en 1974 à Vittel (2,14 m).
- Il participe aux Jeux olympiques de Mexico en 1968 et aux Jeux olympiques de Munich en 1972.

| Date | Compétition             | Lieu     | Résultat | Performance |
| ---- | ----------------------- | -------- | -------- | ----------- |
| 1967 | Jeux européens en salle | Prague   | 2e       | 2,14 m      |
| 1969 | Jeux européens en salle | Belgrade | 2e       | 2,14 m      |
| 1969 | Championnats d'Europe   | Athènes  | 4e       | 2,14 m      |
| 1972 | Jeux olympiques         | Munich   | 15e      | 2,10 m      |

## Records
| Épreuve          | Performance | Lieu         | Date       |
| ---------------- | ----------- | ------------ | ---------- |
| Saut en hauteur  | 2,18 m      | Sartrouville | 18/06/1972 |
| Saut en longueur | 7,51 m      |              | 1972       |

### Sources
- DocAthlé 2003, Fédération française d'athlétisme, p.469
- Profil de Henry Elliot sur bases.athle.com